# Герцог де Ноай

Герб герцогов де Ноай

Герцог де Ноай (фр. duc de Noailles) — титул, созданный королём Франции Людовиком XIV, в 1663 году, для Анна де Ноай, графа д’Айена.

## Герцоги де Ноай
Второй, третий и четвертый герцоги — все трое были маршалами Франции. Третий, пятый и шестой герцоги были рыцарями ордена Золотого руна.
1. 1663—1678 — Анн де Ноай (ок. 1613—1646), 1-й герцог де Ноай (1663), пэр Франции, сын Франсуа де Ноай, графа д’Айена;
2. 1678—1708 — Анн-Жюль де Ноай (1650—1708), 2-й герцог де Ноай, пэр и маршал Франции, сын предыдущего;
3. 1708—1766 — Адриен-Морис де Ноай (1678—1766), 3-й герцог де Ноай, пэр и маршал Франции (1734), министр иностранных дел Франции (апрель-ноябрь 1744), сын предыдущего;
4. 1766—1793 — Луи де Ноай (1713—1793), 4-й герцог де Ноай, пэр и маршал Франции, сын предыдущего;
5. 1793—1824 — Жан-Луи-Поль-Франсуа де Ноай (1739—1824), 5-й герцог Ноай, маркиз де Ментенон, пэр Франции, военный и химик, член Академии наук, сын предыдущего. Не имел наследников мужского пола, титул переходит к его внучатому племяннику Луи, правнуку 4-го герцога;
6. 1824—1885 — Поль де Ноай (1802—1885), 6-й герцог Ноай, пэр Франции, историк, член Французской академии, внучатый племянник предыдущего;
7. 1885—1895 — Жюль-Шарль-Виктюрньен де Ноай (1826—1895), 7-й герцог Ноай, сын предыдущего;
8. 1895—1953 — Адриен-Морис-Виктюрньен-Матье де Ноай (1869—1953), 8-й герцог Ноай, один сын: Жан-Морис-Поль-Жюль де Ноай (1893-1945), 6-й герцог д’Айен умер во Франции вместе со своим сыном Адрианом-Морисом де Ноай (1925—1945) в лагере Берген-Бельзен;
9. 1953—2009 — Агенор-Александр-Франсуа-Эли де Ноай (1905—2009), 9-й герцог Ноай, племянник предыдущего;
10. 2009 — по настоящее время — Эли де Ноай (род. в 1943 году), 10-й герцог Ноай, сын предыдущего.

Титул герцога де Ноай является одним из немногих французских герцогских титулов возведённых в пэрское достоинство, до сих пор существующих, со времён Старого режима. 
Наследник титула герцога де Ноай по традиции известен как герцог д’Айен.
В настоящее время герцог д’Айен — Эмманюэль-Поль-Мари-Луи де Ноай, род. в 1983 году, сын нынешнего герцога де Ноай.